# Последние девушки
«После́дние де́вушки» (англ. The Final Girls) — американский комедийный фильм ужасов. Мировая премьера состоялась 13 марта 2015 года на фестивале South by Southwest. Был выпущен ограниченным тиражом в кинотеатрах США 9 октября 2015 года и с помощью видео по запросу кампаниями Stage 6 и Vertical.

## Сюжет
В центре событий девушка, тяжело переживающая смерть матери, которая в 80-е была звездой слэшеров. Когда друзья приглашают Макс на закрытый показ фильмов с участием её мамы, девушка долго отказывается, но потом всё-таки решается пойти. Во время показа в кинотеатре происходит пожар и друзья убегают через прорез в кинополотне, но попадают в таинственную аномалию. Подростки оказываются в одном из самых известных фильмов ужасов матери девушки. Киношный, а теперь уже вполне реальный маньяк, начинает охоту на них.

## В ролях
| Актёр            | Роль                  |
| ---------------- | --------------------- |
| Таисса Фармига   | Макс Картрайт         |
| Малин Акерман    | Нэнси/Аманда Картрайт |
| Нина Добрев      | Викки                 |
| Александр Людвиг | Крис                  |
| Томас Миддлдитч  | Дункан                |
| Алия Шокат       | Герти                 |
| Адам Дивайн      | Курт                  |
| Анджела Тримбур  | Тина                  |
| Хлоя Бриджес     | Паула                 |
| Тори Н. Томпсон  | Блейк                 |
| Дэниел Норрис    | Билли Мёрфи           |

## Восприятие
Фильм получил в основном положительные отзывы критиков. На сайте Rotten Tomatoes фильм имеет рейтинг 74 % на основе 73 рецензий со средним баллом 6,3 из 10. На сайте Metacritic на основе 13 рецензий фильм получил оценку 59 из 100, что соответствует статусу «средние или смешанные отзывы».